# Hendrik Thoma
Hendrik Thoma (* 10. Oktober 1967 in Gütersloh) ist ein deutscher Sommelier, Weinkritiker, Autor und Fernsehmoderator.

## Leben
Thoma absolvierte zwischen 1985 und 1988 eine Ausbildung zum Koch im Parkhotel Gütersloh. Danach war er zunächst als Koch in der gehobenen Gastronomie (unter anderem Saucier im Landhaus Scherrer, Hamburg) tätig. Einer Traineezeit in der Auberge Du Soleil in Rutherford, Kalifornien, folgte 1993 ein Praktikum im Weingut Johannishof in Johannisberg (Geisenheim). Nach Weiterbildung an der  Hotelfachschule in Heidelberg legte er 1994 die Prüfung zum staatlich geprüften Sommelier einschließlich Zuerkennung der Ausbildereignung ab. In den nachfolgenden zwei Jahren war er Chef Sommelier im Hotel Intercontinental in Leipzig. 1995 wechselte er ins Fünf-Sterne-Hotel Louis C. Jacob in Hamburg, wo er bis 2007 als Chefsommelier des mit einem Michelinstern ausgezeichneten Hotelrestaurants arbeitete.
1999 bestand Thoma nach fünfjähriger Vorbereitungszeit die Prüfung zum Master Sommelier vor dem Court of Master Sommeliers in London. Als Head of Wine sammelte Thoma ab 2007 bei der Metro AG Düsseldorf Erfahrungen.
Hendrik Thoma trat in zahlreichen Fernsehsendungen als Moderator oder Experte auf. Als Kolumnist war Thoma für die Welt am Sonntag, den Playboy, Mixology, Living at home und AHGZ tätig, ferner schreibt er im Der Feinschmecker. Seit 2009 ist Thoma selbstständig tätig und arbeitet als Berater in der Wein- und Gastronomiebranche. Er betreibt außerdem seit Januar 2012 den unabhängigen Video-Blog Wein am Limit.
Thoma ist verheiratet, hat eine Tochter und lebt mit seiner Familie in Hamburg.

## Fernseh- und Internetsendungen
- 2000–2004: Kochduell (VOX)
- 2005: Hauptsache Wein (NDR)
- 2006: Kerners Köche (ZDF)
- 2009: Kochchampion (VOX)
- 2009: TVINO (Web-TV)
- 2010: Promi Kocharena (VOX)
- 2012: Wein am Limit (Web-TV)

## Veröffentlichungen
- Hendrik Thoma u. a.: Kochduell. Das Weinbuch. Egmont Vgs., 2002, ISBN 978-3802515101
- Hendrik Thoma u. a.: Kochduell. Das Rotweinbuch. Egmont Vgs., 2003, ISBN 978-3802515576

## Auszeichnungen
Thoma ist dreifacher Träger des Titels „Sommelier des Jahres“ und die Weinkarte des Louis C. Jacob wurde unter ihm vom  amerikanischen Weinmagazin Wine Spectator  mit dem „Best of Award of Excellence“ ausgezeichnet.
- 1993: Badischer Weinwettbewerb (3. Platz)
- 1994: Badischer Weinwettbewerb (2. Platz)
- 1997: Trophée Ruinart: Bester Sommelier Deutschlands (3. Platz)
- 1999: Trophée Ruinart: Bester Sommelier Deutschlands (2. Platz), Gault Millau Restaurantführer: Sommelier des Jahres, Pro Riesling: Förderpreis für Sommeliers
- 2002: Schlemmer Atlas: Sommelier des Jahres
- 2003: Der große Bertelsmann Hotel- und Restaurantguide: Sommelier des Jahres,  Trophée Celebris des Champagnerhauses Gosset
- 2004: Beste portugiesische Weinkarte
- 2005: Weinkarte des Jahres: Gault Millau